# Nahki Wells
Nahki Michael Wells (* 1. Juni 1990 in Hamilton, Bermuda) ist ein bermudischer Fußballspieler, der seit 2007 für die Bermudische Fußballnationalmannschaft aktiv ist. Aktuell steht er beim englischen Zweitligisten Bristol City unter Vertrag. 

## Karriere

### Vereine

#### Carlisle United und Bradford City
Nachdem er zunächst in seiner Heimat Bermuda seine Spielerkarriere gestartet hatte, wechselte Nahki Wells am 1. Januar 2011 zum englischen Drittligisten Carlisle United. Seinen ersten Einsatz im englischen Profifußball absolvierte er am 15. Januar 2011 bei einem 4:0-Heimsieg über die Bristol Rovers. Bis zum Saisonende der Football League One 2010/11 bestritt er zwei weitere Einsätze für den Verein aus dem nordenglischen Carlisle.
Am 22. Juli 2011 unterschrieb der 21-jährige Angreifer einen Einjahresvertrag beim Viertligisten Bradford City. In der Saison 2011/12 erzielte Wells in der Football League Two zehn Treffer für den Tabellenachtzehnten. In der anschließenden Saison steigerte er seine Torausbeute auf achtzehn Ligatreffer und zog mit Bradford als Tabellensiebenter in die Play-offs ein. Nach einem Erstrundenerfolg über Burton Albion besiegte sein Team Northampton Town im Finale in Wembley mit 3:0. Wells erzielte dabei den dritten Treffer in der Partie. Erfolgreich agierte das Team aus Bradford zudem im League Cup 2012/13, in dem der Viertligist überraschend ins Finale einzog. In der Finalpartie blieb der Außenseiter jedoch chancenlos bei einer 0:5-Niederlage gegen Swansea City.
Für den Aufsteiger erzielte Nahki Wells in der Football League One 2013/14 vierzehn Treffer in neunzehn Partien, ehe er den Verein im Januar 2014 vorzeitig verließ.

#### Huddersfield Town und FC Burnley
Am 10. Januar 2014 gab der Zweitligist Huddersfield Town die Verpflichtung des Angreifers bekannt. Bis zum Ende der Football League Championship 2013/14 gelangen ihm sieben Tore für den Tabellensiebzehnten. In der Saison 2014/15 steigerte er sich auf elf Ligatreffer. Seine bis dato erfolgreichste Spielzeit in Huddersfield bestritt er 2015/16 mit siebzehn Toren. In der Saison 2016/17 stieg er mit Huddersfield nach einem 4:3-Sieg n. E. im Endspiel der Aufstiegs-Play-offs in die oberste Spielklasse Englands auf. Trotz des Aufstiegs wechselte Wells am 31. August 2017 für eine Ablöse von 5 Mio. Pfund zum Ligarivalen FC Burnley und unterschrieb einen Dreijahresvertrag.

#### QPR und Bristol City
Nach nur neun Einsätzen in der Premier League 2017/18 verbrachte der Angreifer die beiden folgenden Spielzeiten auf Leihbasis beim Zweitligisten Queens Park Rangers, wo er besonders in der EFL Championship 2019/20 mit dreizehn Toren in der Hinrunde wieder auf sich aufmerksam machte. Ende Januar 2020 verpflichtete ihn daher der Zweitligist Bristol City mit einer Vertragslaufzeit bis 2023.

### Nationalmannschaft
Nahki Wells debütierte am 14. Dezember 2007 im Alter von 17 Jahren für die Bermudische Fußballnationalmannschaft bei einem 1:2 gegen die Fußballnationalmannschaft von St. Kitts und Nevis. Bisher bestritt er neun Spiele für die Nationalmannschaft seines Heimatlandes und erzielte dabei fünf Treffer.